# Jonathan Mulder
Jonathan Mulder (Houten, 2 januari 2002) is een Nederlands voetballer die als linker verdediger speelt.

## Carrière
Jonathan Mulder werd in Houten geboren, maar vertrok op jonge leeftijd met zijn gezin naar Israël, waar hij in de jeugdopleiding van Maccabi Tel Aviv speelde. Hierna keerde hij terug naar Nederland, waar hij in de jeugd van AFC en AZ speelde. In 2020 vertrok hij transfervrij naar ADO Den Haag, waar hij een contract voor een seizoen tekende. Hij speelt hier voor ADO Den Haag onder 21, waar ook zijn oudere broer Michael speelt. Jonathan Mulder debuteerde in het eerste elftal van ADO Den Haag op 20 december 2020, in de met 2-4 verloren thuiswedstrijd tegen AFC Ajax. Hij kwam na de rust in het veld voor Boy Kemper. Na 2 jaar Ado Den Haag vertrok in de zomer van 2022, naar SC Telstar waar hij een contract voor 2 jaar tekende.
In het seizoen 2022/23 speelde hij voor Telstar. In het seizoen 2025 speelde hij voor Hegelmann.
Hij maakte zijn officiële debuut voor Telstar in de wedstrijd tegen Jong Ajax, waarin hij gelijk een assist afleverde. Op 3 februari 2023 scoorde hij zijn eerste goal in het betaald voetbal door het winnende doelpunt af te leveren tegen De Graafschap. Deze goal bezorgde Telstar de Kist Cup.
Het seizoen 2023/2024 ging hij naar TOP Oss waar Jonathan Mulder werd herenigd met zij oud ADO trainer Ruud Brood. Ook speelde hij in 2023 2 interlands voor Israel U-21 tegen Kosovo en Polen.

### Statistieken
| Seizoen                   | Club           | Land           | Competitie     | Competitie   | Competitie | Beker      | Beker | Totaal | Totaal |   |   |   |
| ------------------------- | -------------- | -------------- | -------------- | ------------ | ---------- | ---------- | ----- | ------ | ------ | - | - | - |
| Seizoen                   | 2020/21        | Land           | Competitie     | ADO Den Haag | Nederland  | Eredivisie | 1     | 0      | 0      | 0 | 1 | 0 |
| 2021/22                   | ADO den Haag   | Nederland      | Eerste Divisie | 5            | 0          | 3          | 0     | 8      | 0      |   |   |   |
| 2022/23                   | SC Telstar     | Nederland      | Eerste Divisie | 28           | 1          | 2          | 0     | 30     | 1      |   |   |   |
| Carrièretotaal            | Carrièretotaal | Carrièretotaal | Carrièretotaal | 34           | 1          | 5          | 0     | 39     | 1      |   |   |   |
| Bijgewerkt op 5 juni 2023 |                |                |                |              |            |            |       |        |        |   |   |   |